# Lycosa frigens
Lycosa frigens är en spindelart som först beskrevs av Kulczynski 1916.  Lycosa frigens ingår i släktet Lycosa och familjen vargspindlar. Inga underarter finns listade i Catalogue of Life.